# Juanan
Juan Antonio González Fernández, cunoscut ca Juanan (n. 27 aprilie 1987, Palma de Mallorca, Spania), este un fotbalist aflat sub contract cu Real Madrid Castilla.